# Cetema
Cetema is een vliegengeslacht uit de familie van de halmvliegen (Chloropidae).

## Soorten
- C. cereris (Fallen, 1820)
- C. elongatum (Meigen, 1830)
- C. monticulum Becker, 1910
- C. myopinum (Loew, 1866)
- C. neglectum Tonnoir, 1921
- C. nigrifemur Strobl in Czerny & Strobl, 1909
- C. procera (Loew, 1872)
- C. subvittata (Loew, 1863)
- C. transversum Collin, 1966